# NGC 2058
NGC 2058 je otvoreni skup u zviježđu Stolu. 

## Vanjske poveznice
- SEDS: NGC 2058